# Sonate voor twee soloviolen
Knudåge Riisager voltooid zijn Sonate voor twee soloviolen in 1951.
Het werk kreeg (later) opusnummer 55b mee. De componist voltooid het in 1951, maar de eerste uitvoering kwam pas op 18 februari 1958. Opus 56 Pro fistulis et fidibus uit 1952 had toen al lang haar première gehad. Sonates voor twee violen zijn dun gezaaid, terwijl Antonio Vivaldi er toch al vier op zijn naam had staan. Van later datum dateert de Sonate voor twee violen van Sergej Prokofjev uit 1932, dat veelvuldig is opgenomen.
De sonate voor twee violen van Riisager is opgebouwd conform de drieledige klassieke opzet snel, langzaam, snel:
- Allegro
- Adagio lamentoso
- Allegro vivace

De muziek past binnen het genre van de klassieke muziek uit de 20e eeuw. Bij de verschenen opname in 2012, werd het werk voor zowel spelers als toehoorders uitdagend gevonden.